# Ted Bundy
 Der er for få eller ingen kildehenvisninger i denne artikel, hvilket er et problem. Du kan hjælpe ved at angive troværdige kilder til de påstande, som fremføres i artiklen.

Theodore Robert Bundy (24. november 1946 – 24. januar 1989) var en amerikansk seriemorder.

## Barndom
Bundy blev født i Vermont på et hjem for ugifte mødre, af hans 22-årige unge mor Eleanor Louise Cowell. Teds fader var ukendt. Efter 3 måneder på hjemmet, flyttede Louise tilbage til sine forældre i Philadelphia, for at opfostre sin nyfødte søn. I mange år troede Ted at hans bedsteforældre var hans forældre, og at hans rigtige mor var hans søster, fordi hans bedsteforældre ville beskytte deres datter og hendes ry.
Senere i 1951, da Louise mødte militærkokken Johnnie Bundy, flyttede de til Tacoma, Washington, for at blive gift. På dette tidspunkt adopterede Johnnie Ted, og han behandlede Ted som sin egen søn. Washington blev også det sted hvor Ted voksede op.

### High School
I High School blev Ted anset for at være en del af den populære gruppe, men var ikke selv populær. Trods hans attraktive udseende, havde han en mere indelukket personlighed, der muligvis havde noget at gøre med hans fortvivlelse og mistanke omkring sin barndom og om hvem han rigtig var. Eftersom at han var en stille, genert og indelukket attraktiv dreng, blev han mobbet af den grund, at han ikke passede ind.
Det var også i High School, at hans mistanke og fortvivlelse omkring hans barndom førte til sandheden. Han fandt selv ud af, at hans rigtige forældre var hans "søster" og en ukendt mand, hvilket gjorde at han mistede tilliden til andre mennesker, og ikke mindst til de mennesker omkring ham, der havde kendt til løgnen.
Herefter gik det langsomt ned ad bakke for den unge Ted, der langsomt begyndte at bevæge sig om på den anden side af loven, ved at begå mindre forbrydelser.
Bundy læste jura ved University of Washington, men gennemførte ikke studiet.

## Forbrydelser og dom
I perioden 1974-1978 begik Bundy en række voldtægter og drab i staterne
Washington, Oregon, Idaho, Colorado, Utah, og Florida. Bundy blev arresteret i 1975 og dømt for kidnapning i 1976. Han blev herefter tiltalt for mord, men under retssagen lykkedes det ham at flygte i juni 1977 og igen nytårsaften samme år. Denne gang stak han af til Florida, hvor han, inden han blev arresteret igen 15. februar 1978, nåede at begå tre mord. Bundy blev dømt til døden i 1979. I dagene inden sin henrettelse tilstod han mordene på ca. 30 unge kvinder. Hvor mange drab, han har begået, er uvist, men man mener, at han har begået ca. 50 mord, og desuden har han begået snesevis af andre forbrydelser i form af voldtægter, overfald, indbrud og tyverier.
Bundy opnåede efter sin anholdelse og flugt stor berømmelse i USA. Han var intelligent (IQ 124), veltalende og charmerende, og han fungerede som sin egen sagfører under en del af sine retssager. Under sin sidste retssag for mordet på den 12-årige Kimberly Leach, giftede han sig med en tidligere kollega.
I fængslet blev han studeret og undersøgt af psykiatere og FBI-agenter. Under samtalerne kom det frem blandt meget andet, at han både var seksuel sadist, pædofil og nekrofil, bl.a. havde han ofte sex med ligene af sine ofre, tog billeder af ligene, tog ofte deres afsavede hoveder med hjem, gik i bad med ligene og sminkede og vaskede hår på ligene. Alt i alt lærte agenterne en masse om en seriemorders adfærd, som de kunne bruge i jagten på fremtidige mordere. Bundy blev kendt skyldig i 3 mord, to i 1979 og et i 1980 og dømt til døden for hver af dem.
Kl 7.06, den 24. januar 1989, blev Bundy henrettet i den elektriske stol i Floridas Statsfængsel.

## Medie
Der er lavet en film, en biografi der omhandler Ted Bundy, og den fortæller omkring hans forhold til kæresten Liz Kendall, hans forsøg på at erkende sig uskyldig. Filmen kan ses på Netflix. Den hedder "Extremely Wicked, Shockingly Evil and Vile"
Der findes også en dokumentar på Netflix "Conversations with a killer: The Ted Bundy Tapes.
Sidst skal nævnes "No man of god" 2021, der beskriver det forhold der opstod mellem Bundy og FBI agenten Bill Hagmaier, da sidstnævnte interviewede Bundy i forsøg på at opbygge viden om profilering af serieforbrydere.